# Gösta Hedengren
Gösta Hedengren, född den 29 april 1899 i Stockholm, död den 24 maj 1993 i Genève, var en svensk diplomat, son till generallöjtnant David Hedengren, far till expeditionschefen Sven-Olof Hedengren. 

## Biografi
Gösta Hedengren föddes 1899 i Stockholm. Han var son till generallöjtnanten David Hedengren och Märta Hallin. Hedengren blev juris kandidat vid Stockholms högskola 1924, attaché vid Utrikesdepartementet 1925, i Oslo samma år, i Paris 1926, i Helsingfors 1928, vid konsulatet i Leningrad och generalkonsulatet i London samma år, i Wien 1930, andre legationssekreterare i Bryssel och Haag 1934, förste legationssekreterare i Madrid, Lissabon och Paris 1937, legationsråd i Vichy 1944 (tillförordnad 1941), byråchef vid Utrikesdepartementet 1944, chargé d’affaires i Wien 1948, i Israel 1951, i Montevideo 1953, sändebud där 1956–1963.

### Familj
Hedengren gifte sig 1927 med Evelyn Barclay (1907–1938), dotter till George Barclay och Gulli Lindblad. De fick tillsammans expeditionschefen Sven-Olof Hedengren (född 1929).
Han gifte sig andra gången 1942 med Marie-Hélène Corragioni d'orelli (född 1908), dotter till greve Charles d'Orelli och Hélène Marochetti.